# Udtryk
 For alternative betydninger, se Udtryk (flertydig). (Se også artikler, som begynder med Udtryk)
Et udtryk er noget, som bliver ytret. Det kan ske mundtligt eller skriftligt, gennem kunst eller adfærd eller gennem ens livsførelse. Når man påstår, at noget et udtryk, så ligger der i det, at der er et indhold, der skal udtrykkes. Det åbner for diskussionen om tegn over for det betegnede, eller i en anden sprogbrug: mellem ord og indhold.
Lige siden Platons hulelignelse har den europæiske tænkning været optaget af forholdet mellem form og indhold: udtrykker formen noget sandt om indholdet, forvrides indholdet af at blive formet til et udtryk, eller skjuler formen helt for det sande indhold?
I realiteten går alle – også filosoffer – ud fra en tillid til, at der er overensstemmelse mellem et udtryk og dets indhold, når det gælder hverdagslivet. Uden denne tillid, ville tilværelsen blive meget problematisk, og mangt og meget bekræfter da også sammenfaldet mellem udtryk og indhold.
Nyere sprogforskning har foreslået, at grundstrukturen i vores sprog har en voldsom betydning for måden, vi oplever verden på. Eksempelvis er de indoeuropæiske sprog tæt knyttet til brugen af navneord (substantiver), hvad der forudbestemmer os til en forståelse af verden som stivnet. Det kan være begrundelsen for vores søgen efter forbindelsen mellem udtrykket (tingens navn) og det udtrykte (tingens væren).